# Волошка
Волошка (на руски: Волошка) е река в югозападната част на Архангелска област на Русия, десен приток на Онега. Дължина 260 km. Площ на водосборния басейн 7100 km².
Река Волошка води началото си на 210 m н.в., от възвишения разположени на около 30 km югоизточно от езерото Лача, в югозападната част на Архангелска област. Почти по цялото си протежение течението ѝ е съпроводено от бързеи и прагове, като няколко пъти сменя посоката си. В началото тече на юг, при село Кеменцево завива на североизток, след това в средното течение има западна посока, в долното течение в началото тече на север, а накрая отново на запад. Влива се отдясно в река Онега, при нейния 375 km, на 101 m н.в., при село Бронево. Основни притоци: леви – Лейбуша (82 km); десни – Вохтомица (91 km), Вандиш (66 km), Болшая Порма (118 km). Има смесено подхранване с преобладаване на снежното и дъждовното. Среден годишен отток при село Топоровская 71,7 m³/s. Замръзва в средата на ноември, а се размразява в края на април. По течението ѝ са разположени около десетина, предимно малки населени места.